# Johann Christoph Wilhelm von Steck

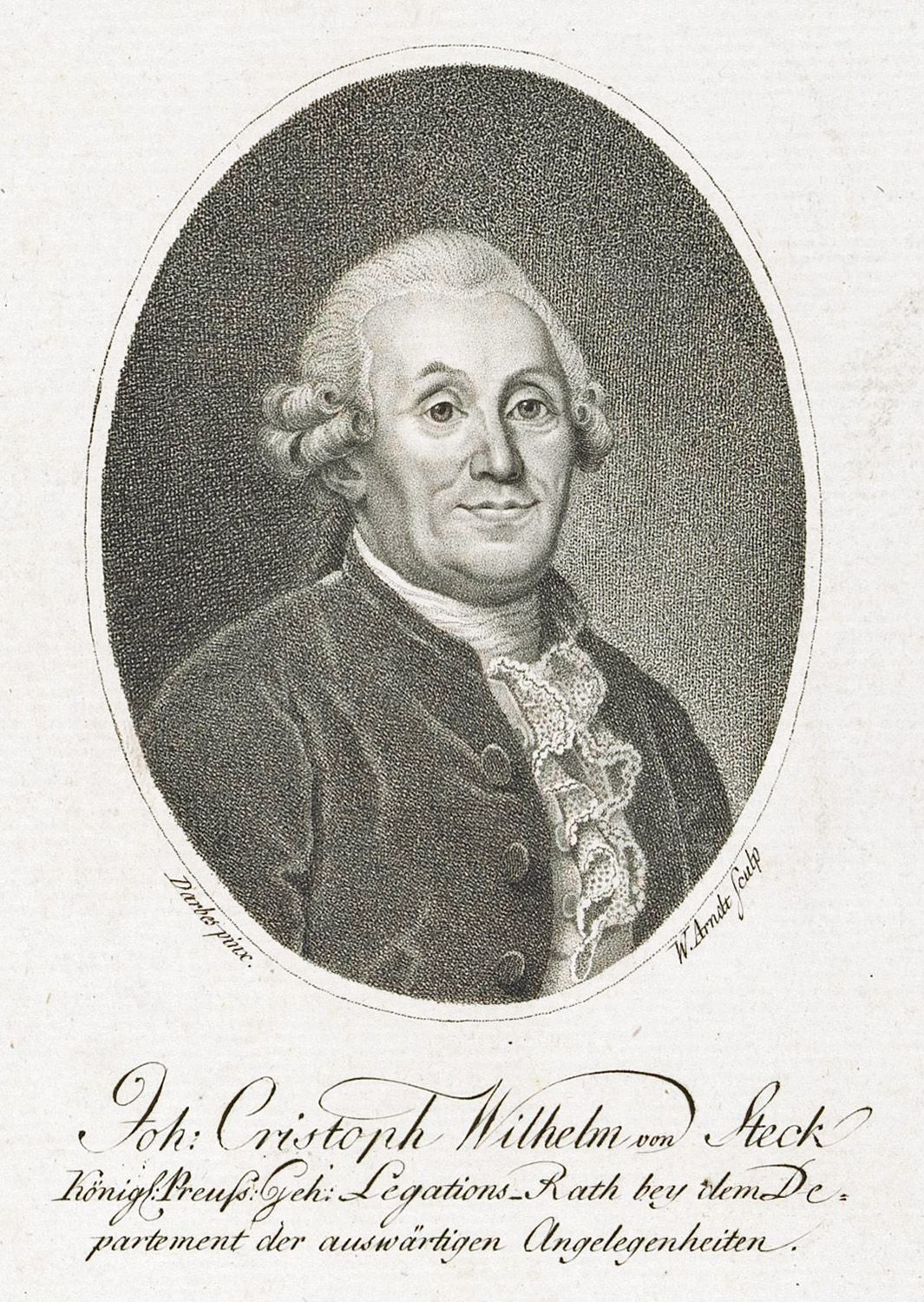
Porträt, nach 1760

Johann Christoph Wilhelm Steck, ab 1776 von Steck, (* 4. Januar 1730 in Diedelsheim; † 8. Oktober 1797 in Berlin) war ein deutscher Rechtswissenschaftler, Richter und Beamter.

## Leben
Steck besuchte ab 1743 das Haller Gymnasium illustre. Am 22. April 1747 schrieb er sich zusammen mit seinem Bruder an der Universität Tübingen und am 5. Mai für das Studium der Rechte ein. 1749 wurde er Hofmeister der beiden Söhne des württembergischen Geheimrats Sylvius Karl Freiherr von Frankenberg (1689–1775). An der Universität erlangte er 1751 die Graduierung zum Lic. iur. und anschließend wurde er Advokat am Tübinger Oberhofgericht. Eine weitere Stelle als Hofmeister trat er für zwei Jahre bei Ernst Anton Heinrich von Seckendorf (1733–1802) an, den er, nach seiner Promotion am 26. April 1753 mit der Dissertation de Jure devolutionis maxime in capitulis immediatis zum Dr. iur. utr., an die Universität Leipzig begleitete. Dort lehrte er als Privatdozent für Staats- und Kirchenrecht.
Steck folgte am 3. September 1755 einem Ruf auf die ordentliche Professur für Staats-, Kirchen- und Lehnsrecht an die Universität Halle, wobei er bereits im Mai 1758 auf einen Lehrstuhl gleicher Denomination an die Brandenburgische Universität Frankfurt berufen wurde, an der er kurz darauf auch die Professur der Beredsamkeit übertragen bekam. 1763 wechselte er nach Berlin, wo er zum  Kammergerichtsrat ernannt wurde sowie 1765 zusätzlich das Amt des Justiziars und Konsulenten der königlichen Bank übernahm. 1767 wurde er stattdessen Geheimer Tribunalrat, bevor er 1773 als Geheimer Kriegsrat ins auswärtige Amt berufen und ihm das Referat des Reichs- und öffentlichen Rechts übertragen wurde. 1787 wurde er schließlich Geheimer Legationsrat.
Steck wurde 1776 in den erblichen preußischen Adelstand erhoben und war außerdem Mitglied der Lateinischen Gesellschaft in Jena, der Gesellschaft der freien Künste in Leipzig sowie der Akademie der freien Künste in Berlin.
Stecks Privatbibliothek bildete den Grundbestand der Dienstbibliothek des Geheimen Preußischen Staatsarchivs.

## Werke (Auswahl)
- Abhandlung von Abruffung der in auswärtigen Kriegs-Diensten stehenden Reichs-Glieder und Vasallen, 1757.
- Vertheidigung derienigen Grundsäze, welche in der Abhandlung von Avokatorien sind aufgestellet und behauptet worden, Freiburg 1757.
- Philosophische und historische Betrachtungen eines reisenden Rechts-Gelehrten, über das Gerichtliche Verfahren, imgleichen die Macht-Sprüche und unmittelbahre Entscheidungen der Souverains; in einem Schreiben, an seinen Freund, zu Turin, Decker, Berlin 1765.
- Von dem Geschlechtsadel und der Erneuerung des Adels, Leipzig 1778.
- Beleuchtung und Erörterung der Erzherzoglich-Oesterreichischen Ansprüche auf Niederbaiern und andere Theile der Churbaierischen Verlassenschaft, 1778.
- Essai sur divers sujets de jurisprudence et de politique, Halle 1778.
- Behauptete wahre Vorstellung der Erbfolgeodrnung im Burggrafthum Nürnberg, oder in den Brandenburgischen Fürstenthümern in Franken, Berlin 1779.
- Ausführungen einiger gemeinnützlichen Materien, Gebauer, Halle 1784.